# 東方之星 (金門)
東方之星，是一艘小型高速載客輪船，原船於1992年間在澳大利亞建造完成，原行駛於香港至珠江三角洲的航線，後由坤龍航運股份有限公司以新台幣五千餘萬購入，2003年起開始投入營運，往來金門至廈門間的小三通運輸。2015年6月1日，1名旅客在末班船於金門靠岸時失足落海，所幸及時發現搶救而無大礙。此事件也是2001年開放小三通以來的首次乘客落海意外，相關單位表示將追究責任。